# Mościc ze Ściborza
Mościc ze Ściborza herbu Ostoja (zm. przed 1383) – dziedzic Ściborza na Kujawach, wojewoda gniewkowski, starosta brzeski kujawski.

## Życiorys
Pochodził ze Ściborza na Kujawach. Jego ojcem był Mikołaj ze Ściborza, chorąży inowrocławski. Po raz pierwszy pojawia się w źródłach w roku 1353 jako wojewoda gniewkowski. Był najwyższym dostojnikiem w księstwie Władysława Białego. Po dokonaniu zastawu księstwa gniewkowskiego przez Władysława Białego Kazimierzowi Wielkiemu (1363/4) Mościc ze Ściborza wszedł w krąg dostojników królewskich. Współpraca z królem Kazimierzem układała się bardzo dobrze. W otoczeniu króla przebywał on na zjazdach z książętami głogowskim i bełskim w Bobrownikach (1365) oraz na zgromadzeniu książąt i dostojników w Płocku i Łowiczu (1369), podczas celebracji zaślubin królewskiego wnuka Kazka z Małgorzatą mazowiecką. W 1368 roku został powołany na urząd starosty brzeskiego kujawskiego. Mościc zmarł przed 1383 rokiem. Miał kilku synów: Ścibora, woj. siedmiogrodzkiego, Mikołaja, kasztelana bydgoskiego, Andrzeja, podczaszego inowrocławskiego lub gniewkowskiego i Marcina, kanonika włocławskiego. Córką Mościca była Zofia, małżonka kasztelana międzyrzeckiego Przedpełka ze Stęszewa h. Łodzia.
Imię Mościca stało się zawołaniem całej kujawskiej linii rodu.